# Шимаревка
Шима́ревка (рос. Шимаревка, ерз. Шимаревка) — присілок у складі Торбеєвського району Мордовії, Росія. Входить до складу Краснопольського сільського поселення.
Населення — 59 осіб (2010; 66 у 2002).
Національний склад станом на 2002 рік:
- росіяни — 91 %